# Filientomon qianshanense
Filientomon qianshanense är en urinsektsart som beskrevs av Bu och Xie 2007. Filientomon qianshanense ingår i släktet Filientomon och familjen lönntrevfotingar. Inga underarter finns listade i Catalogue of Life.